# دايفيد ريغلي
دايفيد ريغلي هو لاعب هوكي الجليد كندي، ولد في 1 يونيو 1980 في سفيرن في كندا.

## وصلات خارجية
- دايفيد ريغلي على موقع EliteProspects.com (الإنجليزية)
- دايفيد ريغلي على موقع HockeyDB.com (الإنجليزية)